# Storflotjärnen (Häggenås socken, Jämtland)
Storflotjärnen är en sjö i Östersunds kommun i Jämtland och ingår i Indalsälvens huvudavrinningsområde.